# Sepkas riests
Sepkas riests este o arie protejată (arie specială de conservare — SAC, sit de importanță comunitară — SCI, arie de protecție specială avifaunistică — SPA) din Letonia întinsă pe o suprafață de 46,42 ha, integral pe uscat.

## Localizare
Centrul sitului Sepkas riests este situat la coordonatele 57°22′18″N 26°03′01″E / 57.3718°N 26.0502°E.

## Înființare
Situl Sepkas riests a fost declarat arie de protecție specială avifaunistică în decembrie 2003 pentru a proteja 1 specie de animale. Alte tipuri de protecție:
- sit de importanță comunitară (în mai 2004)
- arie specială de conservare (în mai 2004)[1][3][4]

## Biodiversitate
Situată în ecoregiunea boreală, aria protejată conține 3 habitate naturale: Taiga vestică, Păduri caducifoliate de mlaștină fino-scandinave, Mlaștini împădurite.
La baza desemnării sitului se află o specie protejată de  păsări:  cocoș de munte (Tetrao urogallus).